# Pays des Collines

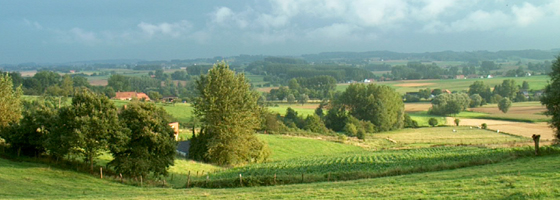
Het Pays des Collines

Het Pays des Collines (letterlijk in het Nederlands: Land van de Heuvels) is een Picardische streek in het westen van de provincie Henegouwen in Wallonië (België).
De sterk heuvelachtige regio bevindt zich tussen Doornik en Brussel, in het gebied tussen de Schelde en de Dender. Het Pays des Collines vormt landschappelijk één geheel met de net noordelijker gelegen Vlaamse Ardennen in Vlaanderen. De beboste heuvelkam die de hoogste toppen van de streek omvat — de Kluisberg (141 m), de Muziekberg (133 m), de Pottelberg (157 m), de Hoppeberg (148 m) en de Rhodesberg (153 m) — vormt de (taal)grens tussen de twee gebieden.
Het gebied werd tot natuurpark (Parc Naturel du Pays des Collines) verklaard op 12 juni 1997. Het park beslaat 23.327 ha, telt ongeveer 25 000 inwoners en omvat volledig de gemeenten Vloesberg, Elzele, Frasnes-lez-Anvaing, Mont-de-l'Enclus (Nederlands: Kluisberg) en ook drie deelgemeenten van Aat: Ostiches, Houtaing en Mainvault. Een parc naturel in Wallonië is te vergelijken met een Vlaams Landschapspark of een Nederlands Nationaal Landschap. Door de officiële erkenning wil men het landschap en de tradities van het Pays des Collines bewaren.

## Landschap en natuur
Het Pays des Collines wordt net als de Vlaamse Ardennen gekenmerkt door een sterk geaccidenteerd reliëf met vele glooiende heuvels en hellingen als Knokteberg, Côte de les Hauts, Le Horlitin, Bourliquet, Côte du Dieu des Monts, Hameau des Papins, Côte du Hurdumont, Côte du Paradis, Gauquier, Elzeleberg, Helling van Kraai, Hoppeberg, L'Escalette, La Croisette, Taillette, Plachettes, Grinquier, La Potterée, Le Saule Pendu, Le Trou Robin, Mont de Mainvault, Pottelberg, Rhodesberg . De heuveltoppen zijn nog grotendeels bebost gebleven (Bois de l'Enclus (Waals deel van het Kluisbos), Pottelbergbos, Livierenbos, Bois d'Hubermont, Bois d'Antoing en Bois de Leuze, Bois d'Hergies, Bois Lefèbvre, Bois d'Houtaing, Bois d'Assoumont, Bois du Carmois en Bois à Choques, Tournibois, Bois de Pétrieux). De vele beekvalleien daartussen bestaan voornamelijk uit akkerland en weiden, die omzoomd worden met hagen, heggen en knotwilgen. Dit bocagelandschap is typisch voor de streek. In het Pays des Collines liggen verschillende Europees beschermde Natura 2000-gebieden: 'Vallée de la Rhosnes' (BE32004) (met het Livierenbos en het Pottelbergbos), 'Vallées de la Dendre et de la Marcq' (BE32005) (met o.a. het Bois d'Hubermont, Bois d'Antoing en Bois de Leuze en Bois Lefèbvre) en 'Pays des Collines' (BE32003) (met de Waalse uitlopers van het Kluisbos op de zuidflank van de Kluisberg en het bos op de Helling van Kraai). Het Pays des Collines heeft een uitgesproken landelijk karakter met veel rust en open ruimte. Tussen de dorpen en gehuchten liggen boerderijen en kapelletjes verspreid op de heuvels. De streek bezit ook nog verschillende kapellen (Chapelle Sainte-Anne), windmolens (Le Blanc Moulin d'Ostiches, Moulin du Cat Sauvage) en een watermolen (Moulin du Tordoir).

## Afbeeldingen

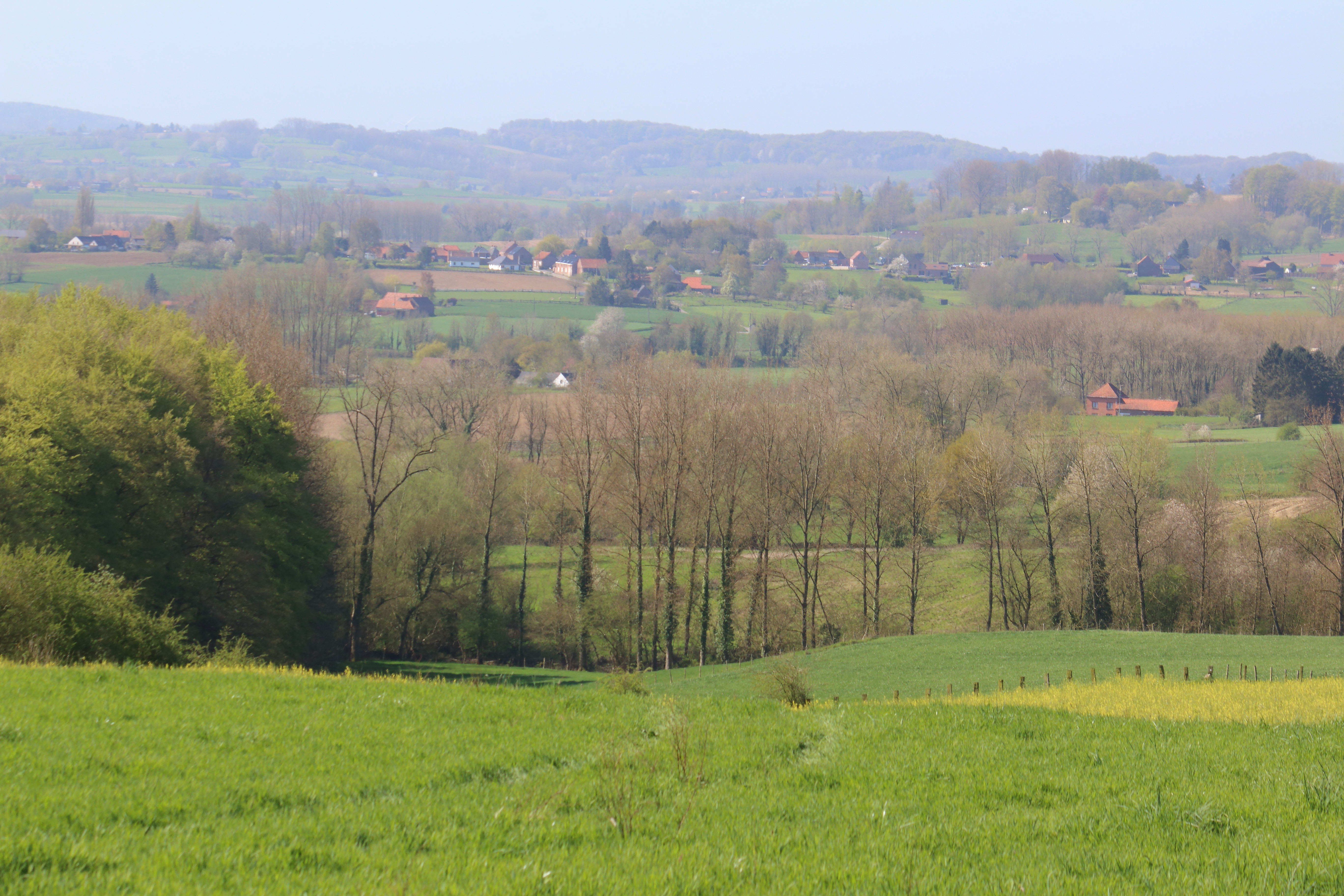
heuvellandschap in Vloesberg
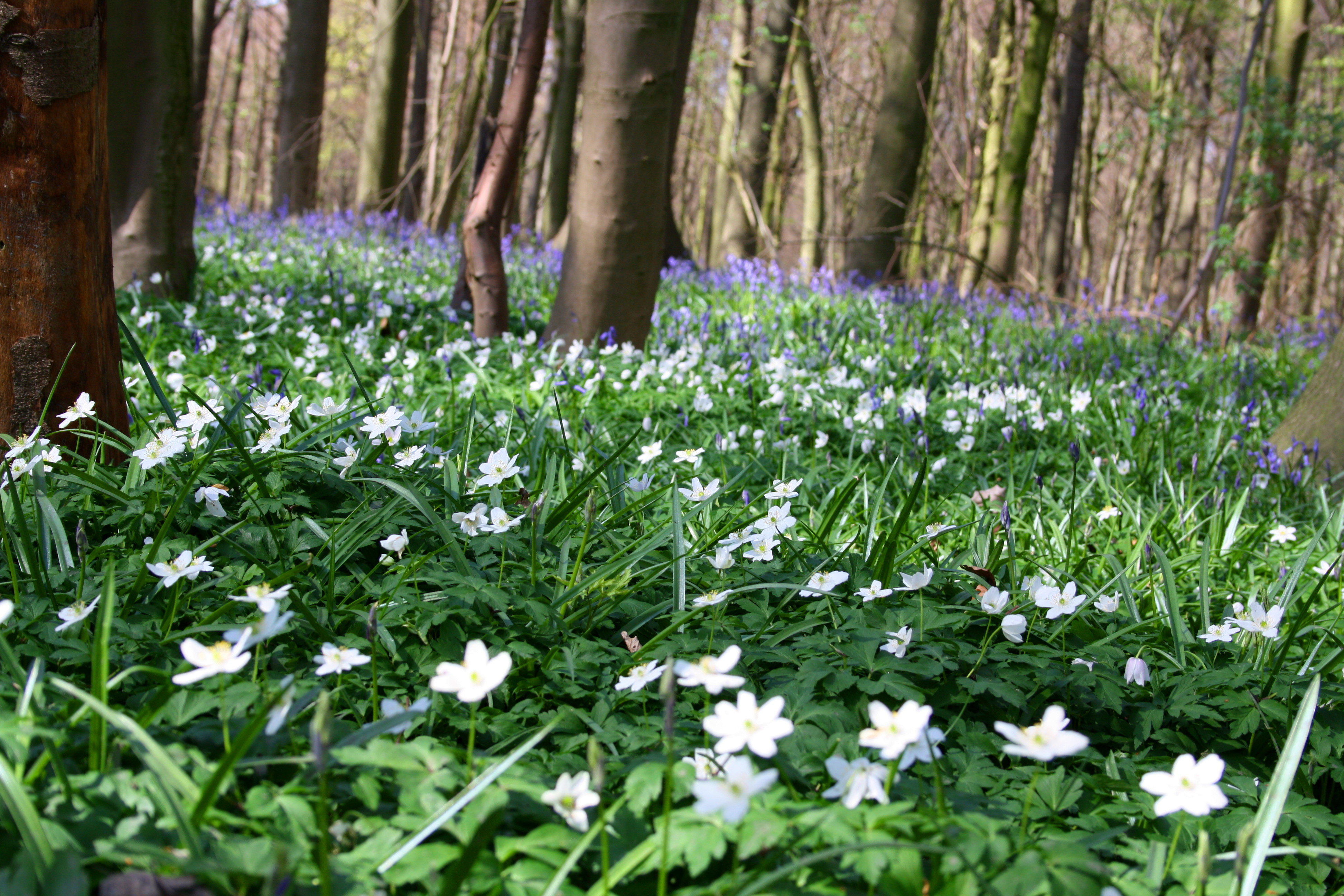
Bois d'Hubermont, Bois d'Antoing en Bois de Leuze
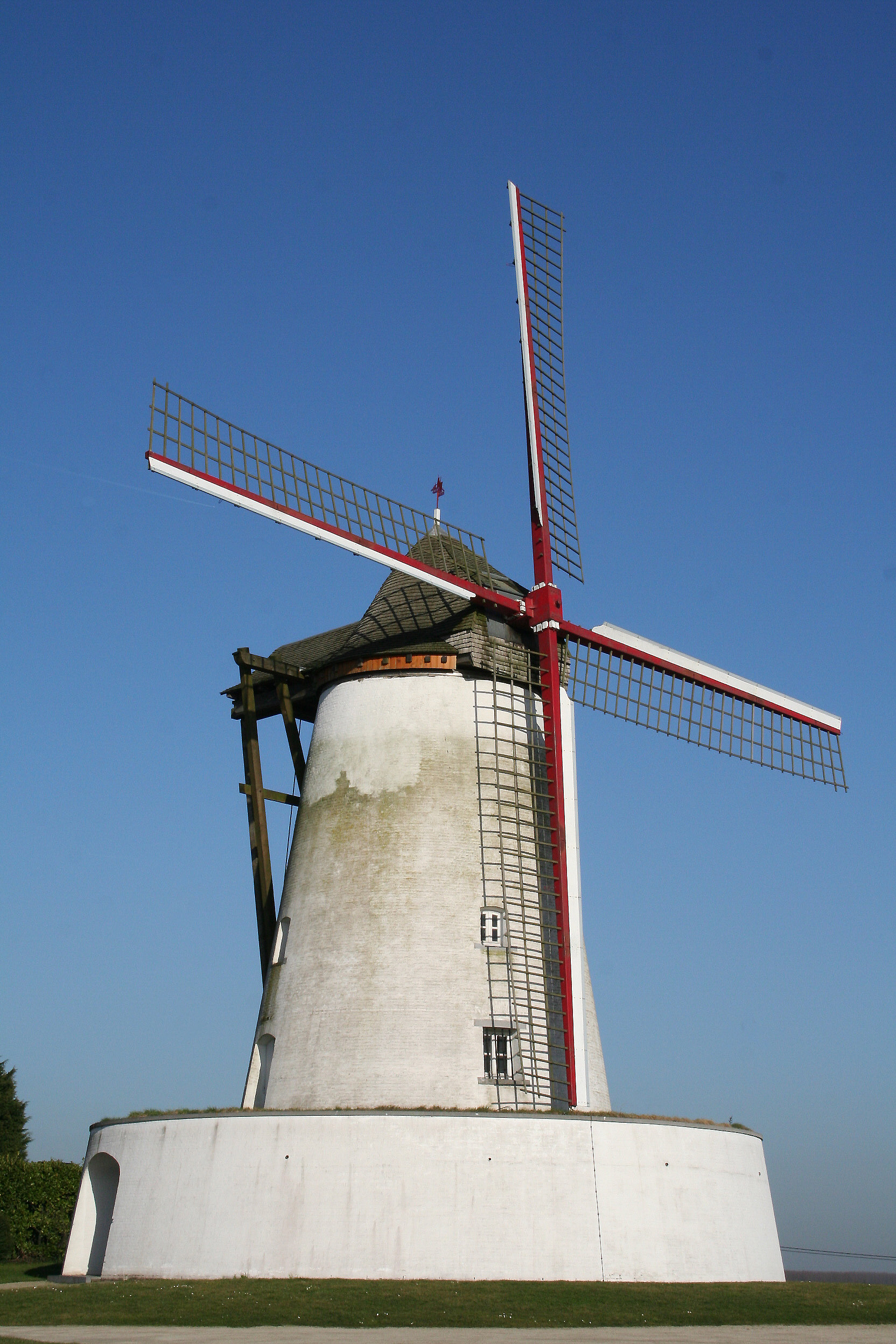
Le Blanc Moulin d'Ostiches
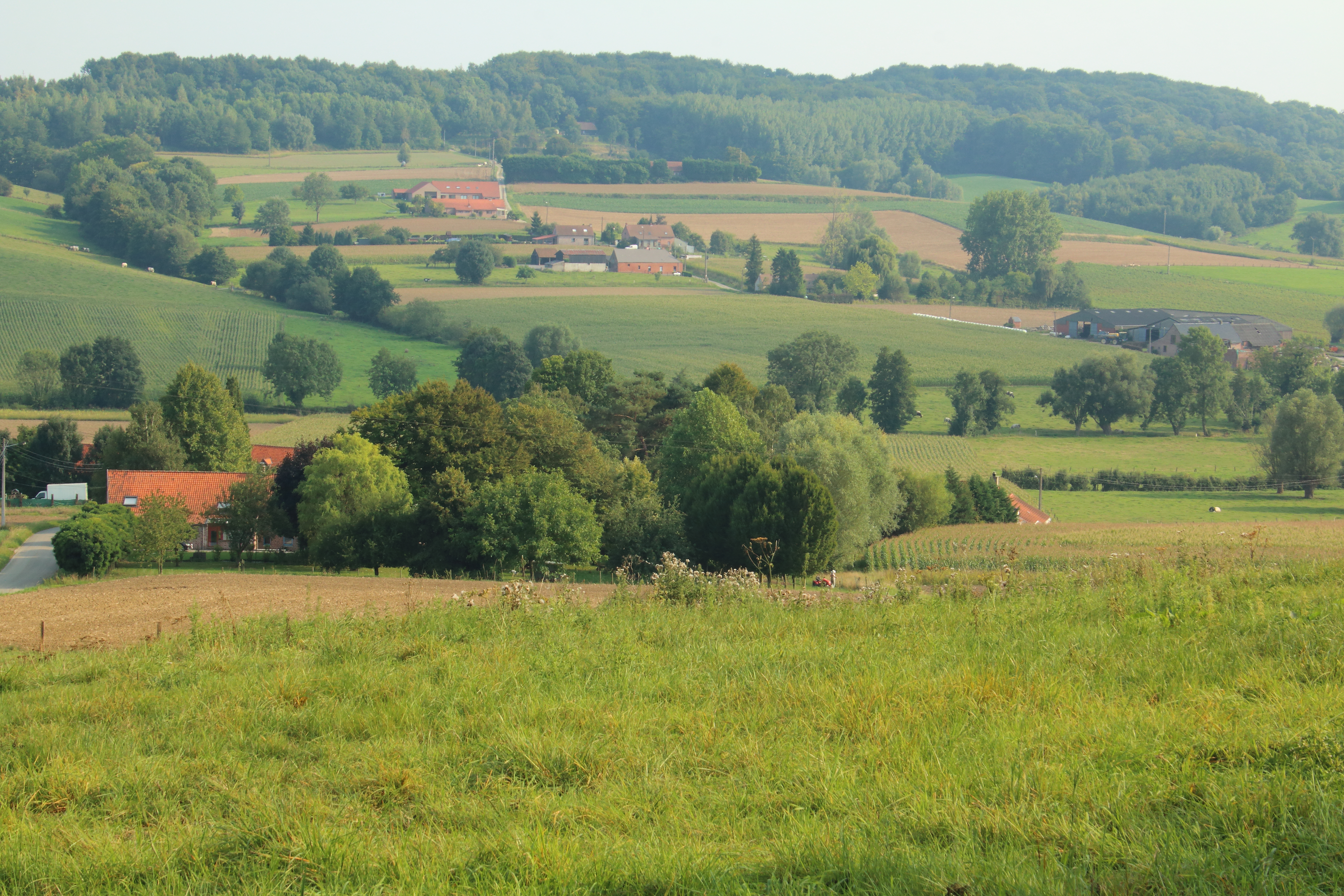
heuvellandschap met Bois Lefèbvre in Frasnes-lez-Anvaing
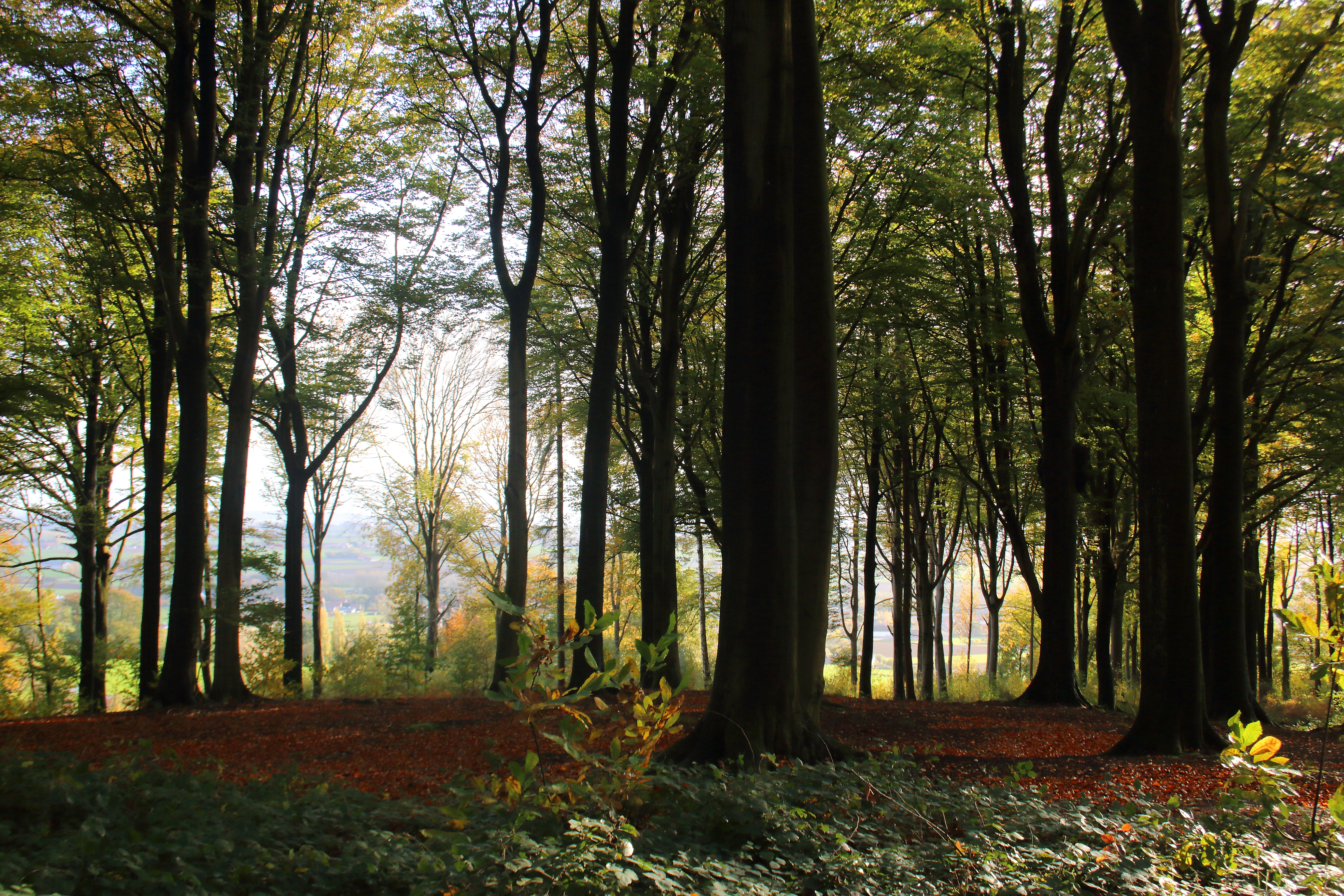
Bois de l'Enclus (Waals deel van het Kluisbos)
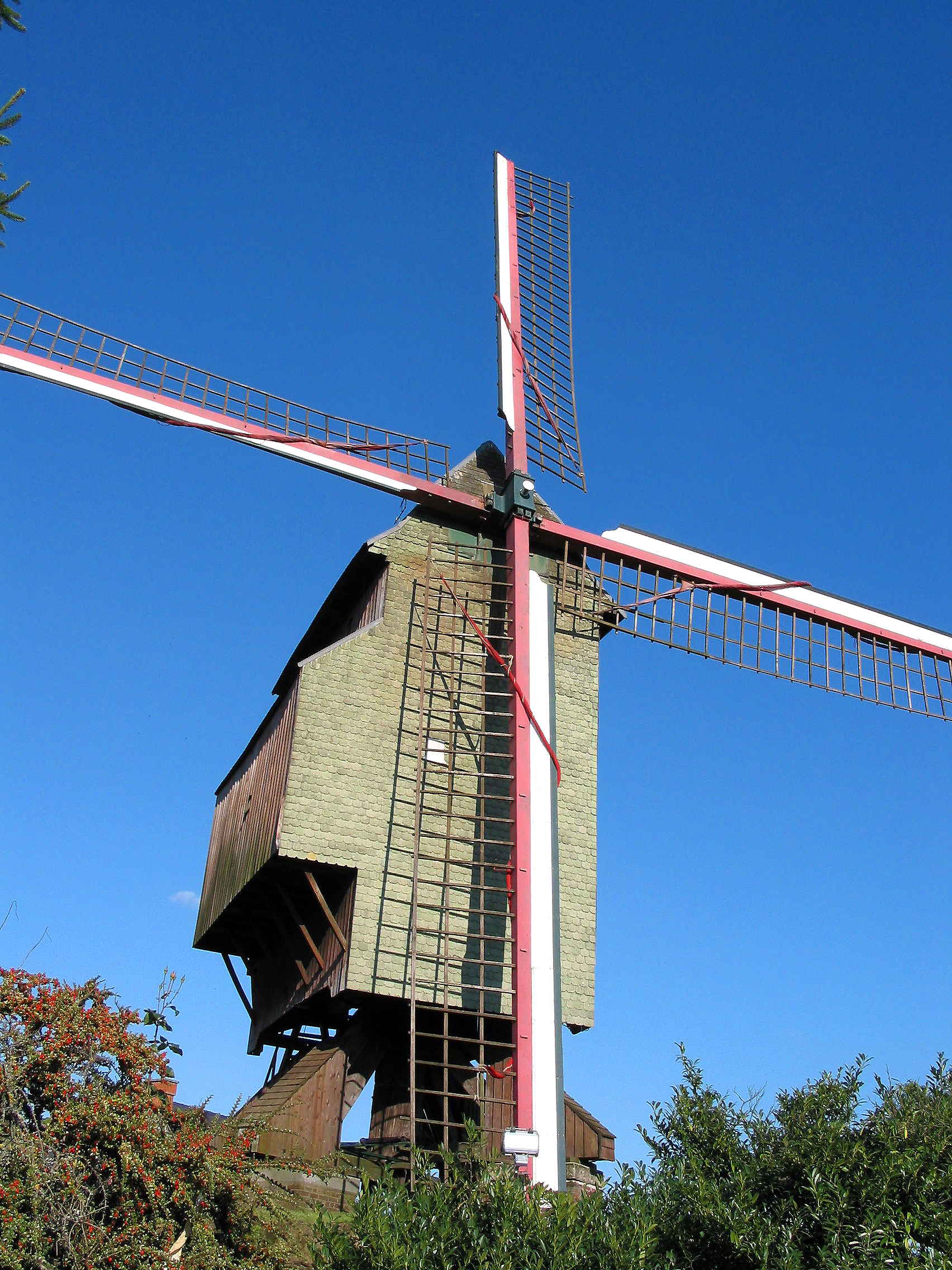
Moulin du Cat Sauvage
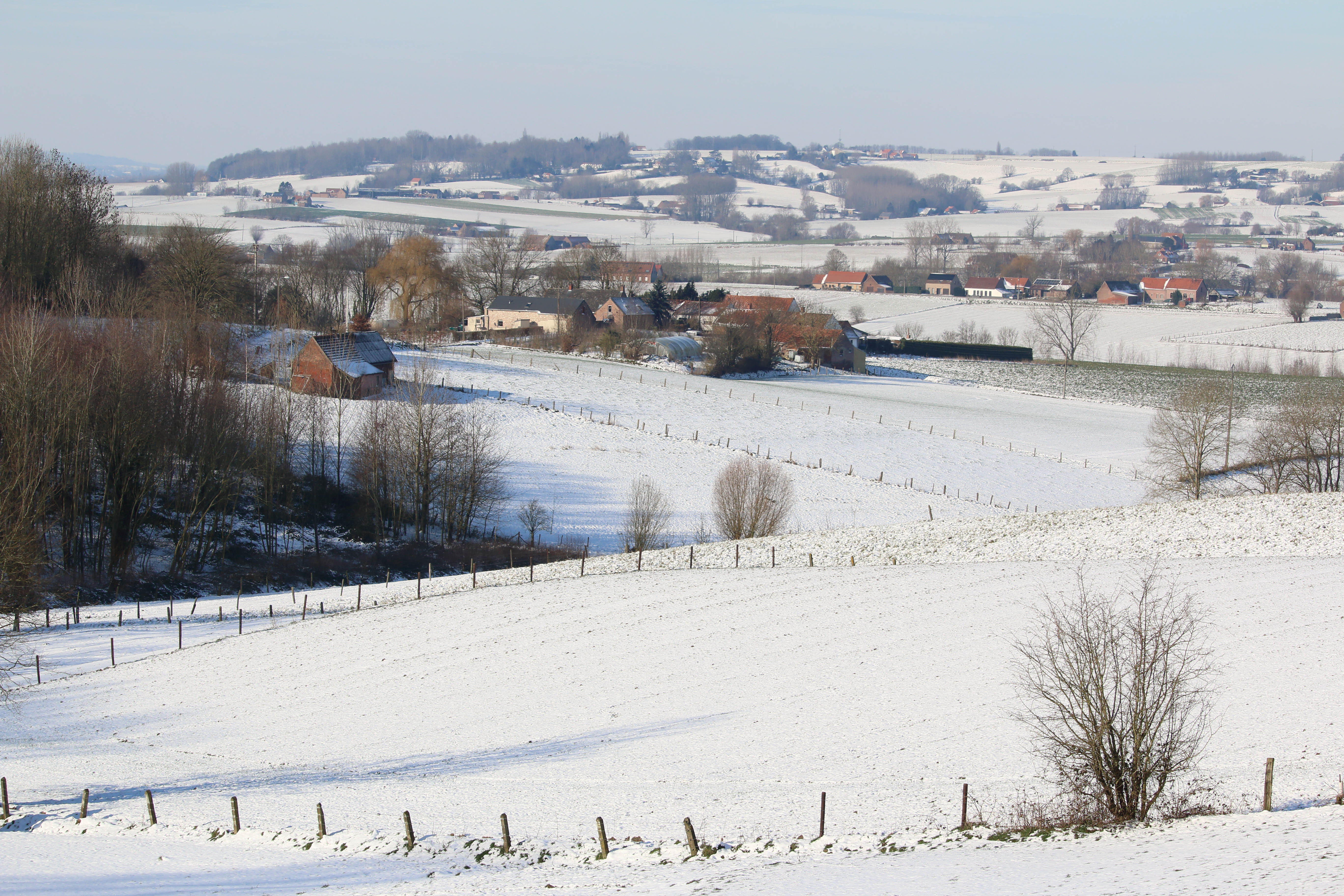
Winters heuvellandschap in Frasnes-lez-Anvaing
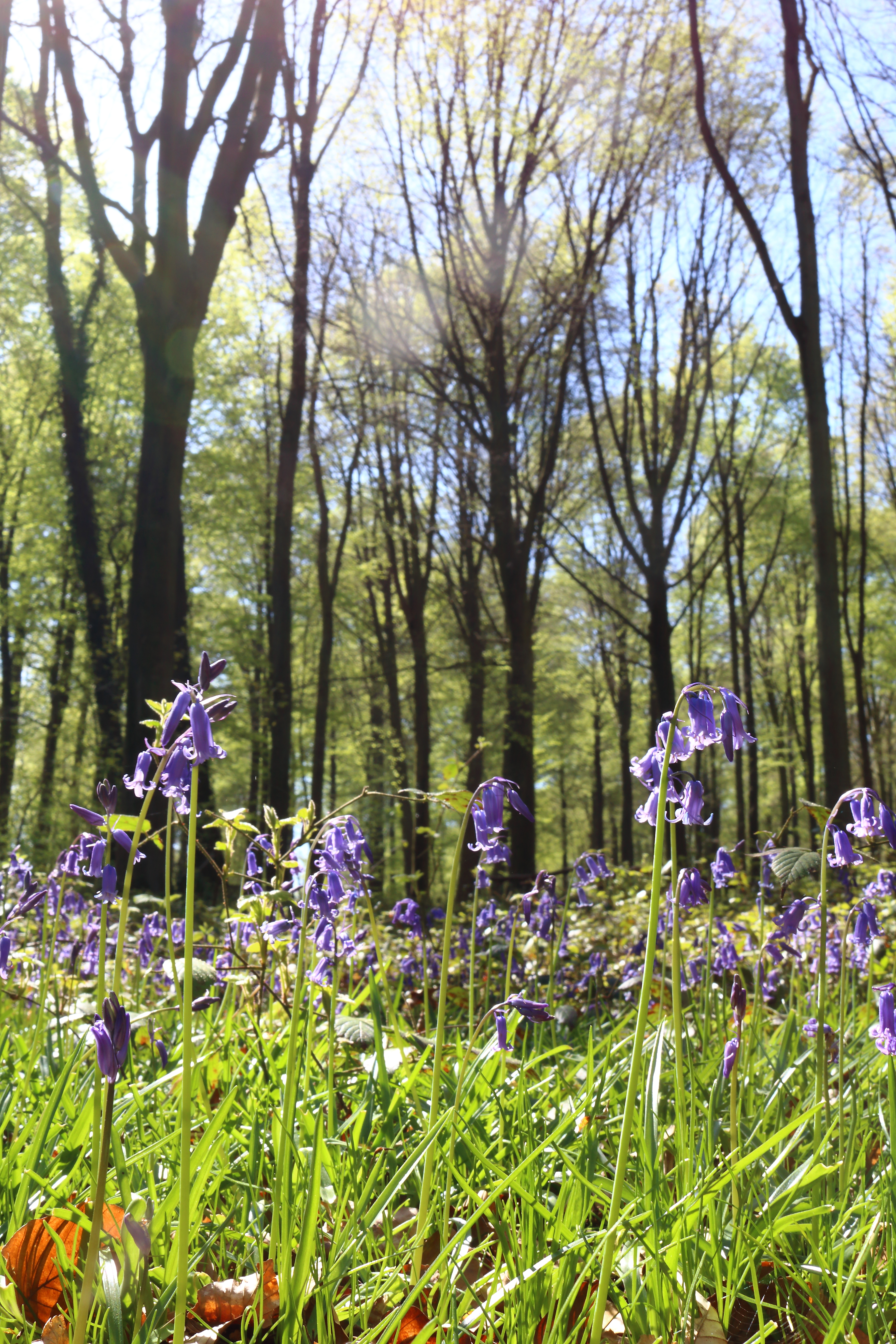
Livierenbos
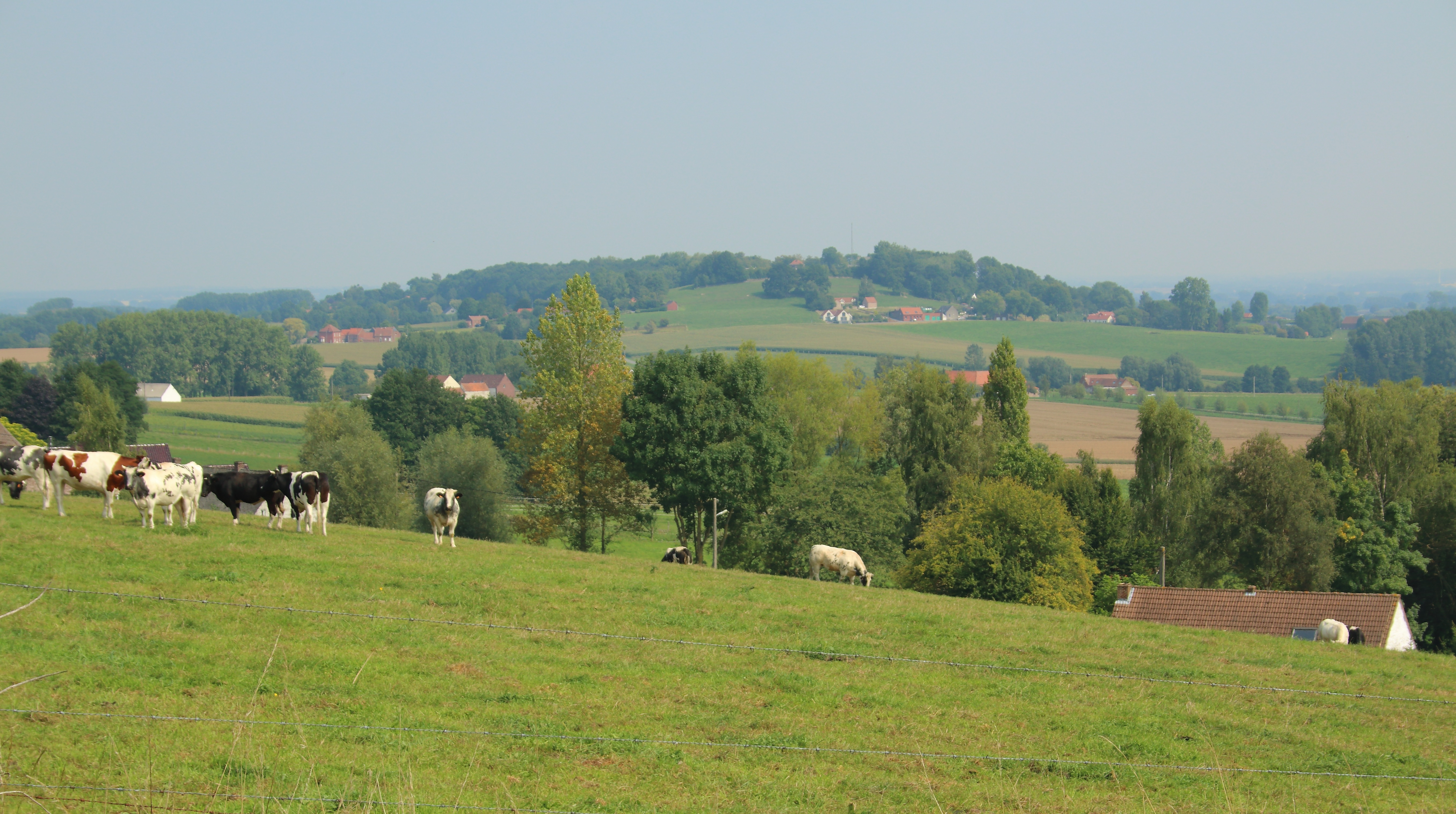
heuvellandschap rond Mainvault
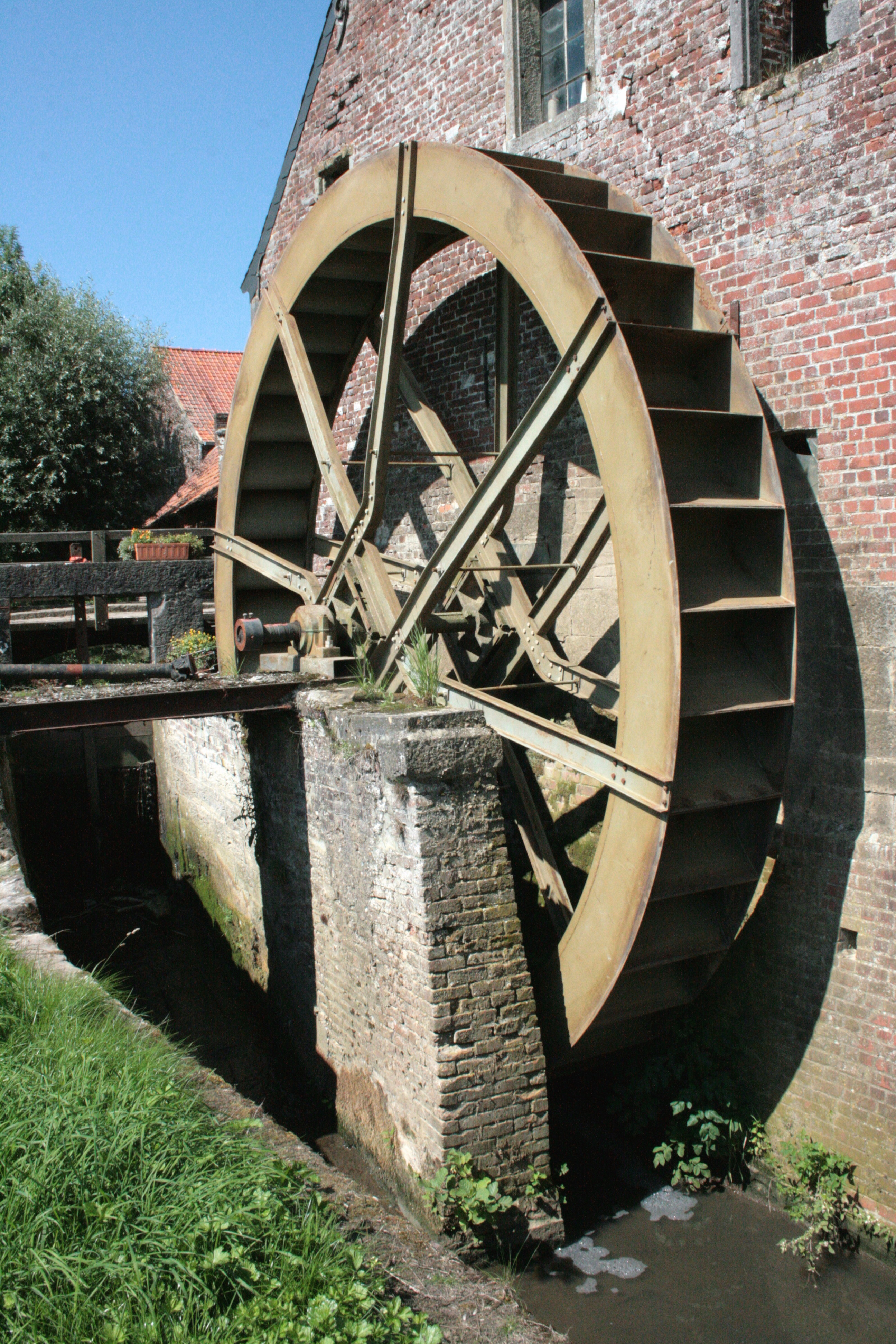
Moulin du Tordoir
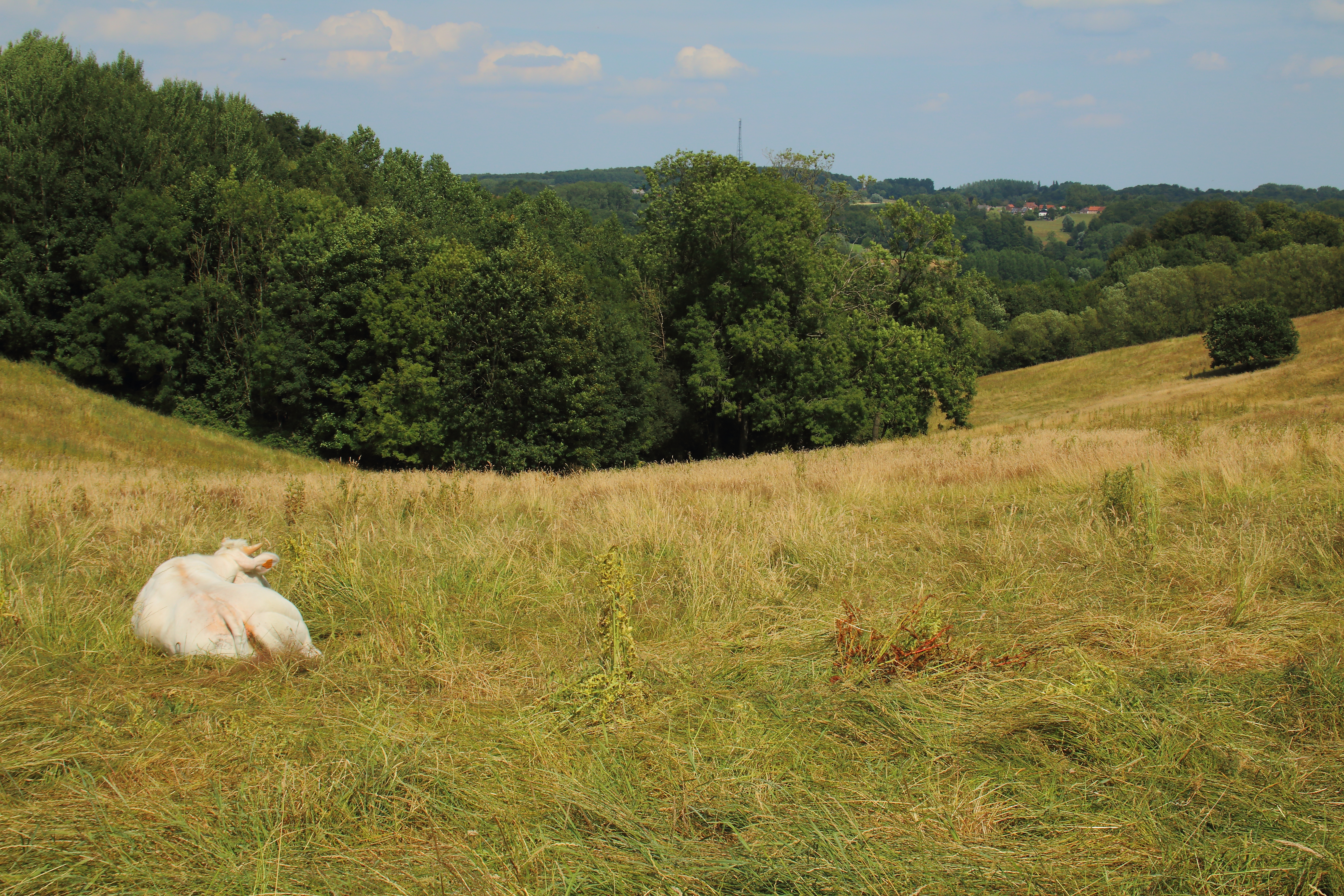
heuvellandschap in Vloesberg
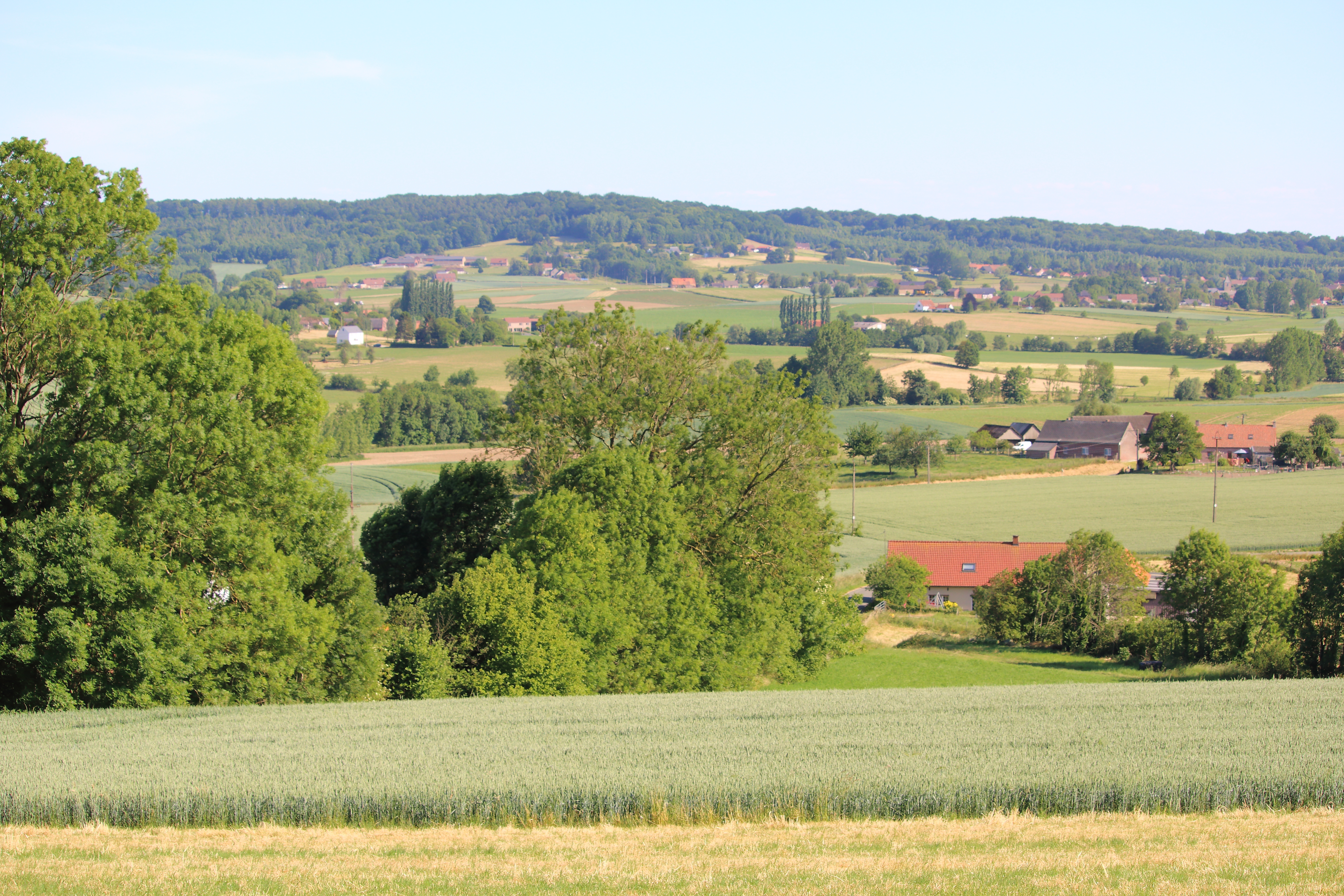
heuvellandschap in Frasnes-lez-Anvaing

## Toerisme en folklore
Het Pays des Collines richt zich vooral op plattelandstoerisme. Sinds de oprichting van het parc naturel in 1997 is er aardig wat toeristische infrastructuur uitgebouwd.
In Elzele bevindt zich bijvoorbeeld het streekmuseum "La Maison du Pays des Collines". Aan de hand van multimediapresentaties wordt het verhaal van de streek er uit de doeken gedaan. In de verschillende zalen worden verschillende karakteristieke kenmerken van de regio belicht: het heuvellandschap, de ambachten, de folkloristische tradities, enz.
Het Pays des Collines kan immers bogen op een levendige folklore; zo vindt in Elzele elk jaar eind juni een "Sabbat des Sorcières" ("Heksensabbat") plaats.
Het "Écomusée du Pays des Collines" in Lahamaide geeft een beeld van het authentieke landelijke leven uit vervlogen tijden. 
In het glooiende Pays des Collines zijn daarenboven verschillende bewegwijzerde wandel- en fietsroutes uitgezet, waarvan "Le Sentier de l'Étrange" ("de Wandelweg van het Buitengewone") in Elzele de bekendste is. Die 7 kilometer lange route voert wandelaars langs beeldhouwwerken van Jacques Vandewattyne. De kunstwerken stellen de monsterlijke figuren uit de lokale folkloristische legenden voor, zoals heksen, duivels en weerwolven. Er werd ook een bewegwijzerd wandelknooppuntennetwerk en fietsknooppuntennetwerk uitgebouwd. De bewegwijzerde (fiets)route "Route des Collines" slingert door het heuvelachtige landschap en laat daarbij de verschillende bezienswaardigheden van de streek de revue passeren (ambachtslieden, keramisten, de brouwerij Quintine, kaasboerderijen, de ezelstoeterij "Asinerie du Pays des Collines", enz.). Ook de Wapitour doet het Pays des Collines aan.